# Bramshall
Bramshall es una localidad situada en el condado de Staffordshire, en Inglaterra (Reino Unido). Según el censo de 2011, tiene una población de 656 habitantes.
Está ubicada al noreste de la región Midlands del Oeste, cerca de la frontera con las regiones de Noroeste de Inglaterra y Midlands del Este y a poca distancia al norte de Birmingham.